# Колемалвано (Анкона)
Колемалвано је насеље у Италији у округу Анкона, региону Марке.
Према процени из 2011. у насељу је живело 35 становника. Насеље се налази на надморској висини од 360 м.